# Guennadi Mikhàilov
Guennadi Ignàtievitx Mikhàilov (en rus i txuvaix Геннадий Игнатьевич Михайлов) (Txeboksari, 8 de febrer de 1974) va ser un ciclista rus que fou professional entre 1996 i 2009. Actualment és tècnic de l'equip professional rus Katusha.

## Palmarès
- 1996
  - Vencedor d'una etapa de la Volta a Navarra
- 1999
  - Vencedor d'una etapa del Cinturó a Mallorca
- 2002
  - Vencedor d'una etapa de la Volta a Luxemburg

### Resultats al Tour de França
- 2001. 59è de la classificació general
- 2002. 92è de la classificació general

### Resultats a la Volta a Espanya
- 2004. 63è de la classificació general